# Estação João Pessoa
A Estação João Pessoa, antigamente Estação Parahyba, é uma das estações do Sistema de Trens Urbanos de João Pessoa, situada em João Pessoa, entre a Estação Ilha do Bispo e a Estação Mandacarú.
Foi inaugurada em 7 de setembro de 1883. Localiza-se na Avenida Sanhauá, em frente à Praça Napoleão Laureano. Atende o bairro de Varadouro.

## Localização
Localiza-se próxima ao centro da cidade, no bairro do Varadouro, situa-se próxima do Terminal de Integração do Varadouro e da Estação Rodoviária da Capital.

## História
O decreto nº 6.243 de 12 de julho de 1876 aprovara os estudos e plantas do projeto, os trabalhos foram inaugurados a 9 de julho de 1880, tendo o primeiro trem corrido seus trilhos a 30 de abril de 1881 em uma inauguração simbólica.
A estação de Parahyba foi oficialmente inaugurada em 1883, a estação permaneceu com este nome até 1930, quando então a capital do Estado passou a se chamar João Pessoa.
Em 1942, o antigo prédio foi derrubado e em seu lugar uma nova estação foi construída e inaugurada em 10 de novembro, com características mais modernistas.

## Estrutura e estilo
A primeira era formada por dois prédios, a estação propriamente dita e o armazém. Situavam-se no Largo da Gameleira, atual Praça Álvaro Machado no bairro do Varadouro.
Em 1895, no governo Álvaro Machado foi feito o calçamento e a urbanização do Largo, dando  melhores condições aos usuários da Estação Conde d'Eu, como era conhecida na época. Em 1920, observava-se junto à plataforma, um curral para conter o gado que era embarcado na estação.

## Tabela
| Estação                | Inauguração | Integração        | Plataformas | Posição | Notas                                      |
| ---------------------- | ----------- | ----------------- | ----------- | ------- | ------------------------------------------ |
| João Pessoa (Parahyba) | 1883        | R$ 0,50 / R$ 3,20 | Central     | Elevada | Estação com estrutura de concreto aparente |